# Benthophilus kessleri
Benthophilus kessleri är en fiskart som beskrevs av Berg 1927. Benthophilus kessleri ingår i släktet Benthophilus och familjen smörbultsfiskar. Inga underarter finns listade.

## Bildgalleri

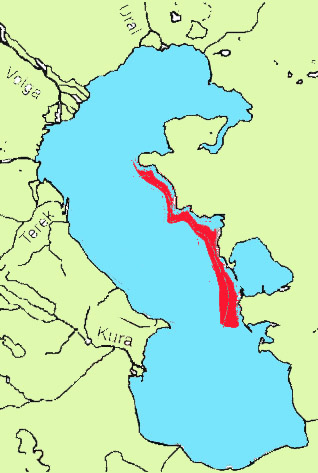